# Aljona Leonidowna Blochina
Aljona Leonidowna Blochina (russisch Алёна Леонидовна Блохина, wiss. Transliteration Alëna Leonidovna Blochina; * 9. September 1993 in Toljatti geboren als  Aljona Leonidowna Nossikowa) ist eine russische Handballspielerin, die für den russischen Erstligisten GK Lada Toljatti aufläuft.

## Karriere
Blochina begann das Handballspielen im Alter von neun Jahren. Im Jahr 2010 schloss sie sich dem Verein GK Lada Toljatti an. Mit der Erstligamannschaft von GK Lada Toljatti wurde die Außenspielerin in den Jahren 2015, 2017, 2018, 2019 und 2020 russische Vizemeisterin. Anfang 2022 legte Blochina eine Schwangerschaftspause ein, aus der sie im Sommer 2023 zurückkehrte.
Blochina spielte Beachhandball und gehörte in der Vorbereitung zur Beachhandball-Weltmeisterschaft 2018 dem Aufgebot der russischen Beachhandball-Nationalmannschaft an, jedoch nahm sie letztendlich nicht am Turnier teil. Im Hallenhandball wurde Blochina, ohne zuvor ein Länderspiel für die russische Nationalmannschaft bestritten zu haben, von Nationaltrainerin Ljudmila Bodnijewa in den 35-Kader für die Weltmeisterschaft 2021 berufen, jedoch blieb ihr auch diesmal eine Teilnahme verwehrt.